# 安秉介
安秉介（?—?），陝西省同州府郃陽縣（今合阳县）人，清朝政治人物、同進士出身。
光緒十八年（1892年），参加光緒壬辰科殿試，登進士三甲93名。同年五月，改翰林院庶吉士。光緒二十四年四月，散館，授翰林院檢討。